# أيانا هوارد
أيانا هوارد (بالإنجليزية: Ayanna Howard)‏ هي عَالِمَة حاسوب أمريكية، ولدت في 24 يناير 1972.